# Sinfonía de Internet Eroica
La Sinfonía de Internet "Eroica" es la primera sinfonía del compositor chino Tan Dun, escrita para la Orquesta Sinfónica de YouTube. Fue el primer evento de la historia en el que músicos de todo el mundo interpretaban a través de internet y los mejores intérpretes eran elegidos para interpretar en una orquesta sinfónica de internet, cuyo vídeo fue colgado en YouTube. Además de enviar un vídeo interpretando esta sinfonía, debían enviar también un vídeo interpretando una pieza de la selección. Los mejores intérpretes fueron invitados a tocar en el Carnegie Hall de Nueva York el 15 de abril de 2009, siendo YouTube el encargado de pagar todas las expensas del viaje (billete de avión, alojamiento y pensión completa). Los ganadores eran elegidos a través de una votación por los propios usuarios de YouTube.
La sinfonía tiene una duración de 4 minutos y 5 segundos y se compone de los siguientes movimientos:
1. Allegretto (0:30)
2. Dolce Molto (0:55)
3. Allegro (1:25)
4. Allegro Vivace (1:15)

La orquesta recibió el encargo de Google/YouTube y la obra fue publicada por la editorial G. Schirmer, que edita las obras de Tan Dun en exclusiva. Fue interpretada por la Orquesta Sinfónica de Londres en octubre de 2008. De manera poco convencional, Tan Dun ha añadido un set de tres frenos de tambor y llantas de coche como instrumentos de percusión. Tan realiza una deconstrucción del primer movimiento de la Sinfonía Eroica, de ahí el sobrenombre.